# 멋지다 코니
《멋지다 코니》는 일본의 애니메이션. 2000년 11월 26일부터 2001년 5월 29일까지 애니맥스에서 방영되었다. 원제는 도트 KONI짱(ドッとKONIちゃん).

## 등장인물
- 코니: 성우 - 쿠지라/최정호

이 작품의 주인공으로, 덩치가 크고 뚱뚱한 외모이다. 먹는것을 좋아하는 대식가로 마음이 착하고 인정이 많다. 주변에서 상당히 인기가 많고, 운도 좋으며, 언제나 어려운 문제를 쉽게 해결한다. 특기는 손바닥치기이다.
- 하이(도무지): 성우 - 모리쿠보 쇼타로/한채언

열혈스러운 성격의 소년. 몸이 뜨거워지며 불타오를 때가 많다. 인기가 많은 코니를 부러워하고 있다.
- 나리(금나리): 성우 - 미나미 오미/이주희

안경을 쓴 소년. 부잣집 아들로 동그란 물건을 좋아한다.
- 모로(도라희): 성우 - 타무라 유카리/여민정

분홍색 머리카락을 가진 소녀. 항상 자신의 외모가 제일 예쁘다는 공주병 증상이 있다.